# Vincent Margera
Vincent Roy Margera, także Don Vito (ur. 3 lipca 1956 w Glenn Mills, Pensylwania zm. 15 listopada 2015, West Chester) – amerykańska osobowość telewizyjna, występował w programach Viva la Bam, Jackass oraz z filmu Haggard oraz serii CKY razem ze swoim bratankiem Bamem Margerą.

## Życiorys
Margera pojawił się w telewizji razem z rodziną, którą jest jego młodszy brat Phil, bratowa April oraz bratankowie: Jess i Bam. W przeciwieństwie do swojego brata Phila, który jest cichym, spokojnym i wesołym człowiekiem, Vito jest głośny i nieprzyjemny. Był kawalerem i mieszka w domu poprzednio będącym własnością jego brata w West Chester.
W 2003 roku pojawił się programie Viva la Bam, gdzie był znany jako „Don Vito”, ksywkę nadał mu Bam. Powodem tego jest bełkotliwy sposób mówienia Vincenta podobny do Vito Corleone, z Ojca Chrzestnego. Pseudonim podkreśla też włoskie pochodzenie ich rodziny. Przez większość życia Margera zmagał się z otyłością. Ciężko było zrozumieć jego wymowę, szczególnie gdy był zdenerwowany; toteż konieczne było użycie napisów w niektórych scenach w Viva La Bam.  Miał lekkiego zeza na jednym oku.
W związku z jego aresztowaniem w 2006 roku, sceny z udziałem Don Vito zostały usunięte z filmu Jackass: Numer dwa. Nie pojawił się również w nowym programie Bama, Bam’s Unholy Union. Był obecny natomiast na jego weselu.
Na początku 2007 roku, Don Vito wystąpił w nowym teledysku Redmana „Put It Down”, gdzie grał policjanta razem z Donnellem Rawlingsem. Razem z Ryanem Dunnem wyruszył w trasę „The Dunn and Don Vito Rock Tour”, która została wydana na DVD 20 marca 2007 roku.

### Aresztowanie
18 września 2006, Vincent Margera został aresztowany w Colorado Mills Mall w Lakewood w stanie Colorado za rzekome molestowanie dwóch 12-letnich dziewczynek podczas rozdawania autografów. Został zwolniony za kaucją $50.000. Zakazano mu również posiadania oraz używania alkoholu, substancji psychoaktywnych, broni oraz zakazano kontaktowania się z poszkodowanymi.
Podczas wstępnego przesłuchania w lutym 2007 Melissa Mayne, która go aresztowała zeznała, że Margera nazwał ją i jej koleżankę „szalonymi sukami” podczas aresztowania. Don Vito był reprezentowany przez Pamelę Mackey, która broniła też Kobego Bryanta. Na posiedzeniu w marcu nie przyznał się do winy. Podczas procesu, który rozpoczął się 27 września 2007, Margera został również oskarżony o 12 wykroczeń związanych z warunkami kaucji i w razie skazania groziło mu do 18 miesięcy pozbawienia wolności.

### Proces
Proces rozpoczął się 22 października w Golden w stanie Kolorado. W dniu 24 października, w sądzie adwokat Margery twierdziła, że grał on „głupkowatą, szokującą i wulgarną” osobowość telewizyjną dla młodych nastolatków. Według świadków, dziewczynka oskarżająca Margerę była „wstrząśnięta” jego zachowaniem. Prokurator powiedział, że Margera był „poza kontrolą podczas tej imprezy publicznej. Był tak pijany, że obsikał swoje spodnie podczas przebywania z dziećmi”. Drugiego dnia zeznań, nastoletni chłopak zeznał, że „siedział koło stołu, gdzie Margera rozdawał autografy i widział go łapiącego dziewczynki, które podeszły do stołu po zdjęcia”. W piątek 27 października, podczas trzeciego dnia procesu, adwokaci Margery przedstawili go jako „łagodny niedojda” („benign bumbler”) i twierdzili, że jego ruch ramieniem podczas składania podpisów mógł być pomylony z obmacywaniem piersi. Jego bratowa April Margera, zeznała w sądzie, że „nigdy nie widziała Margery obmacującego kogokolwiek, zarówno w programie jak i poza nim”. Podczas przesłuchania świadka strony przeciwnej, prokurator zapytał April, czy widziała swojego szwagra obmacującego dziewczyny. Kiedy odpowiedziała „nie”, prokurator „pokazał jej trzy zdjęcia, na jednym wyraźnie widać Margerę próbującego pocałować kobiece piersi, na pozostałych dwóch wyraźnie próbującego obmacywać piersi”.
Obrona i prokurator przedstawili swoje końcowe oświadczenia 31 października, następnie ława przysięgłych zaczęła rozważać nad sprawą do późnego popołudnia. Adwokaci broniący Margerę „przyznali, że był znieważający i oburzający, ale utrzymywali że po prostu grał swoją rolę Dona Vito”. 31 października Margera został uznany za winnego dwóch napaści na tle seksualnym w stosunku do niepełnoletnich. Po odczytaniu werdyktu, Margera upadł na podłogę i krzyknął „Po prostu zabijcie mnie teraz!”, następnie wyprowadzono go z sali. 1 listopada 2007 roku został objęty obserwacją, w związku z możliwością popełnienia samobójstwa. Był przetrzymywany w Jefferson County Detention Facility, aż do wydania wyroku 20 grudnia 2007 roku. Groziło mu od dwóch lat pozbawienia wolności do dożywocia.

### Wyrok
20 grudnia 2007, Margera został skazany na 10 lat nadzoru sądowego, który odbędzie w Pensylwanii. Zakazano mu również odgrywania postaci „Don Vito” w jakiejkolwiek postaci (pojawianie się w telewizji, pisanie książek, podpisywanie autografów) w czasie odbywania kary. Został również zarejestrowany jako przestępca seksualny w Kolorado i Pensylwanii. Polecono mu również zgłoszenie się na badania psychiatryczne i pracę nad swoimi problemami z alkoholem.

### Śmierć
Zmarł 15 listopada 2015 roku wskutek niewydolności nerek oraz wątroby.

## Filmografia
- 1999 Landspeed: CKY jako Don Vito
- 2000 CKY2K jako Don Vito
- 2000–2002 Jackass jako Don Vito (gościnnie)
- 2001 CKY 3 jako Don Vito
- 2002 CKY 4 Latest & Greatest jako Don Vito
- 2003 Haggard: The Movie jako Don Vito
- 2003–2005 Viva la Bam jako Don Vito
- 2006 Jackass: Numer dwa
- 2008 Minghags jako Judge Vito